# Stenocorus cylindricollis
Stenocorus cylindricollis là một loài bọ cánh cứng trong họ Cerambycidae.